# Етревил
Етревил (фр. Etréville) насеље је и општина у Француској у региону Горња Нормандија, у департману Ер.
По подацима из 2011. године у општини је живело 632 становника, а густина насељености је износила 56,28 становника/km².

## Демографија
| 1962. | 1968. | 1975. | 1982. | 1990. | 2011. |
| ----- | ----- | ----- | ----- | ----- | ----- |
| 503   | 472   | 427   | 437   | 461   | 632   |